# 気象観測

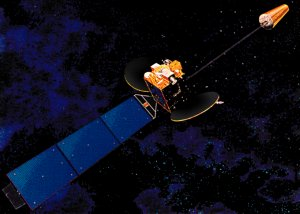
気象観測衛星(MTSAT）

気象観測（きしょうかんそく、英: weather observation）は、気象現象の観測を行うこと全般を指す語。気象学の研究において基礎となる手法であり、人類史の中では、古代の自然現象観測から始まり、現在では地球内外のあらゆる場所で行われている。
防災や健康管理、公共利用などに資する気象予報に必要不可欠な作業である。気象現象のメカニズムを解明する上でも必要不可欠な基礎的手法である。また、気候の観測や研究においても、長期間の気象観測データが必要不可欠である。

## 気象観測の種類

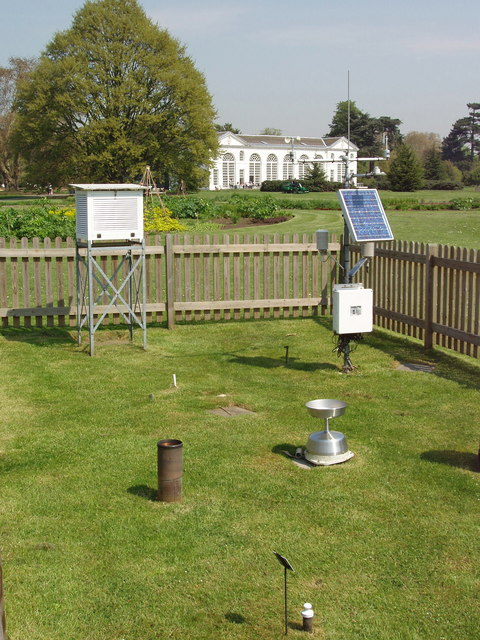
地上気象観測所、イギリス・ロンドン キューガーデン

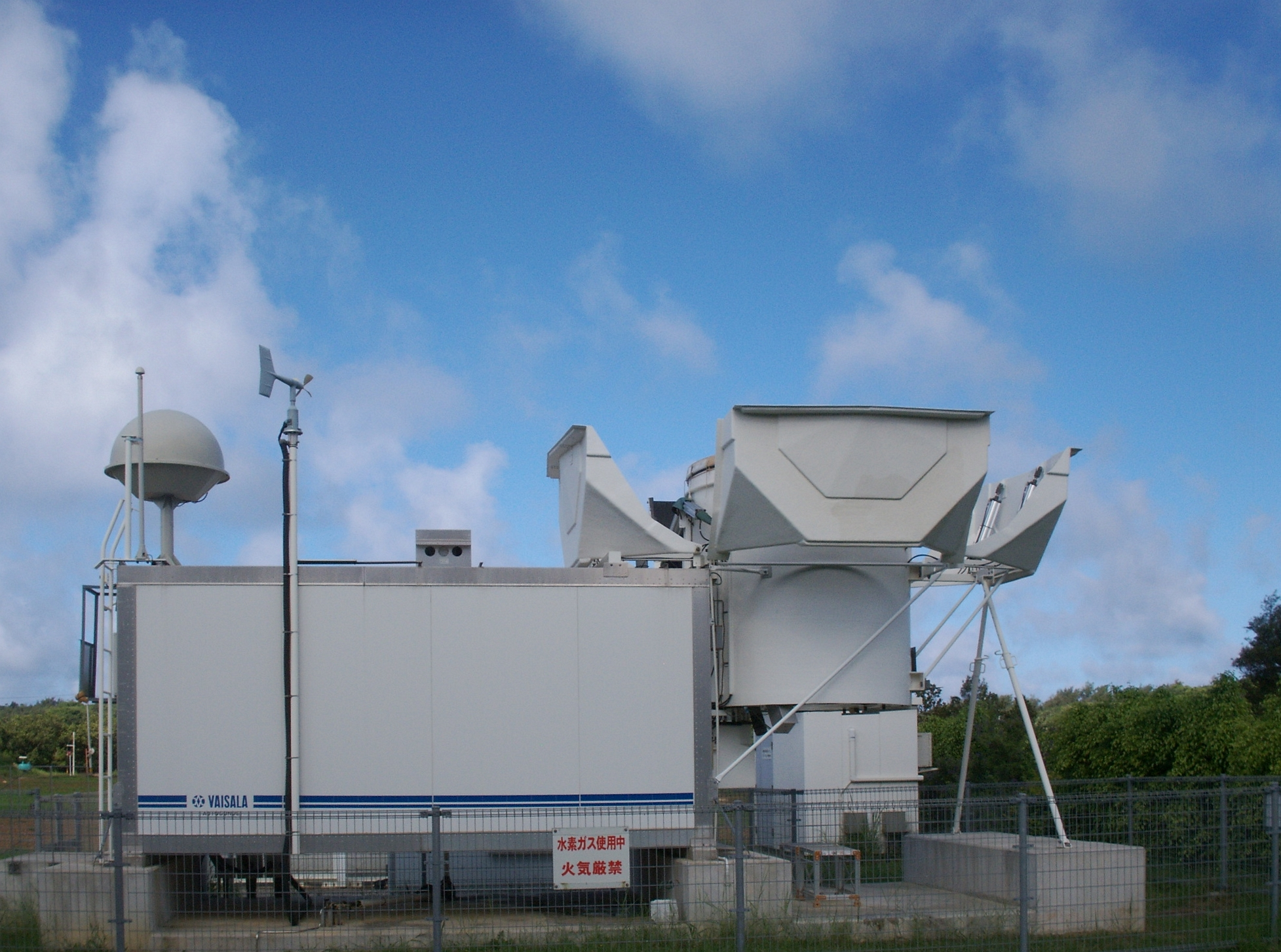
ラジオゾンデを自動で打ち上げる装置、沖縄県南大東島

気象観測はその場所により、大きく4つに分類される。陸上で行われるのが地上気象観測、海洋（海上）で行われるのが海洋（海上）気象観測、地上から離れた大気中あるいは高山で行われるのが高層気象観測、人工衛星によって行われるのが衛星観測である。先に挙げたものほど古くから行われている。気象衛星による衛星観測が登場したのは20世紀半ばであり、科学技術の発展によってその方法は複雑化・多様化してきた。
学術研究の対象、あるいは防災などの目的のために行う気象観測は、市民の安全に関わる問題でもあり、世界各国で行政に一定の責任を持って行っている。多くの国は19世紀・20世紀より、気象観測を管轄する気象機関や研究機関を設置して、研究の中で観測手法を改良してきた。日本では、気象業務法等により、気象庁をトップに気象機関に対して気象観測・予報の義務付けと制限を行うとともに、観測の精度を維持している。世界的に見ても、国家の気象機関が気象業務の責任を負い予報などを発表している国がほとんどである。この背景の1つとして、気象観測・予報は軍事面でも必要とされる業務であり、国家により占有する必要性があることが挙げられる。観測データを国外に送信することを規制する国もある。一方、一部の気象業務が民間に開放されている国もあり、日本などでは自由化がある程度進んでいる。
ノウハウの不足した国に対しては、世界気象機関(WMO)が中心となって1963年から開始された世界気象監視計画(WWW)に基づき、先進国が協力を行っている。またWWWでは、各種気象通報式の規格を策定したり、国際民間航空連合(ICAO)などとも協力して国際的な観測網を構築するなどし、気象業務の向上を図っている。

### 地上気象観測
地上気象観測は、気象観測といえばこれを指すほど主流の観測手法である。観測の歴史が古い所も多いので、統計上信頼性のあるデータが得られる所が多いが、古い設備の科学的精度が低いという問題もある。観測場所の数は他の3つに比べて圧倒的に多い。機器設備の設置や管理が容易である。
気温や気圧などの簡単な観測は、関連する科学的知識があり、多少の誤差を我慢すれば、身近なものから機器を作って誰でも手軽に行える。学校教育、特に理科（科学）教育でも広く行われている。アメリカでは、CWOPという市民参加型の気象観測網も存在する。
観測対象となるのは、具体的には気象要素と呼ばれるものである。天気、気温、気圧、湿度、視程、風、降水、日射など多岐にわたり、細かく分けると数十の要素がある。天気などは人の目による目視で行われる一方、気温などの物理量は機器を使って精度を保っている。人員と設備さえあれば、ほとんどの観測は地上で行える。
有人観測だけだったが、20世紀中盤以降、無人観測が普及して観測点も急増した。高山での気象観測が19世紀から行われてきた。

### 海洋気象観測
海洋では、古くは気象観測船による観測が行われていたが、観測拠点を増やし長時間観測を行う必要性から、無人の海洋気象ブイが登場し20世紀中盤から普及した。
地上と異なり、位置制御を行わない観測船やブイは、常時同じ地点で観測できない。
地上気象観測の要素とほとんど同じものが観測できるが、海流の向きや速度、海水温、海氷の有無など、海に特化したものが観測できる。海洋学の研究でも重要な手法である。

### 高層気象観測
地表の大気と高層の大気は性質が異なり、地上の天候の変化に先立って高層の気象が変化する場合があることから、古くから「夕焼けで翌日は晴天」や「朝焼けは天気が下り坂」などの天気俚諺としても知られる観天望気が行われた。
高層観測が始まったのは18世紀に入ってからで、1749年にアレキサンダー・ウィルソンが凧に温度計を付けて飛ばし凧観測を行なったことが知られている。また、1783年にモンゴルフィエ兄弟やジャック・シャルルが気球の有人飛行に成功して以降は、気球に観測機器と人を乗せて高層の大気観測が行なわれた。
本格的な高層観測が始まるのは1880年代に入ってからで、1883年にダグラス・アーキボルドが凧による高層風観測を始めたが、高度3000m以上の観測ができないため、じきにすたれた。また1892年にエルミート（Gustave Hermite）が探測気球（Sounding balloon）として無人の気球に気温・湿度・気圧などを観測する装置を付けて飛ばし、成層圏の存在を発見するなどの成果を上げたが、観測装置の回収の手間と時間が掛かり観測結果が天気予報の資料に使えないことから、1902年にビュローなどにより気温・湿度・気圧の観測結果を即時に無線で発信するラジオゾンデが登場した（なおラジオゾンデの項目にも19世紀からの気球による高層気象観測の歴史が述べられている）。
一方で、1908年には色の付いた気球を飛ばし、1台ないし複数台の測風経緯儀で目視で気球を追跡して風向・風速を観測する測風気球（パイロットバルーン）観測も始まり、同様に気球を飛ばして雲量を目視で観測する測雲気球観測も行なわれたが、目視観測は天候不順や夜間は観測できないため、夜間は気球に豆電球を点して飛ばしたり、小型の無線発信器を気球に付けて飛ばし、地上で電波の強弱で風向・風力を調べることも行なわれた（現在ではレーウィンゾンデからの電波を自動追跡する方向探知器やGPSゾンデの観測結果により風向・風速を観測することができる）。
1950年代後半以降は気球の特殊観測装置を搭載したオゾンゾンデや露点ゾンデ、観測ロケットで気球で届かない高高度の成層圏全体の観測を行なうロケットゾンデ、台風の目の中に飛行機などから投下して観測するドロップゾンデなども登場している。
日本では1920年8月に高層気象台が創立され、1921年4月に測風気球観測、1925年8月に探測気球観測、1944年9月にはラジオゾンデによる高層気象観測が始まっている。
飛行機の発明により、観測機器を搭載した機体による観測も始まった。旅客機は海上など観測点が無い場所を定期的に飛行するため重要な情報源となっている。

### 衛星観測
1950年代からは気象衛星の可視光線センサーや赤外線レーダーによる観測が始まった。長波領域の電波は雲による吸収の問題があるため、大気の窓領域などを利用している。現在、温度の推定、水蒸気量の推定、雲の有無の推定、風向・風速の推定などができる。また、物質の分布を推定し、主に大気化学などに利用されるものもある。
気象予報のために主要国が分担して、常時数機の衛星を運用し、データの利用を国際的に開放している。このほか、各国が独自に利用している衛星も多数ある。

## 観測の方法と機器

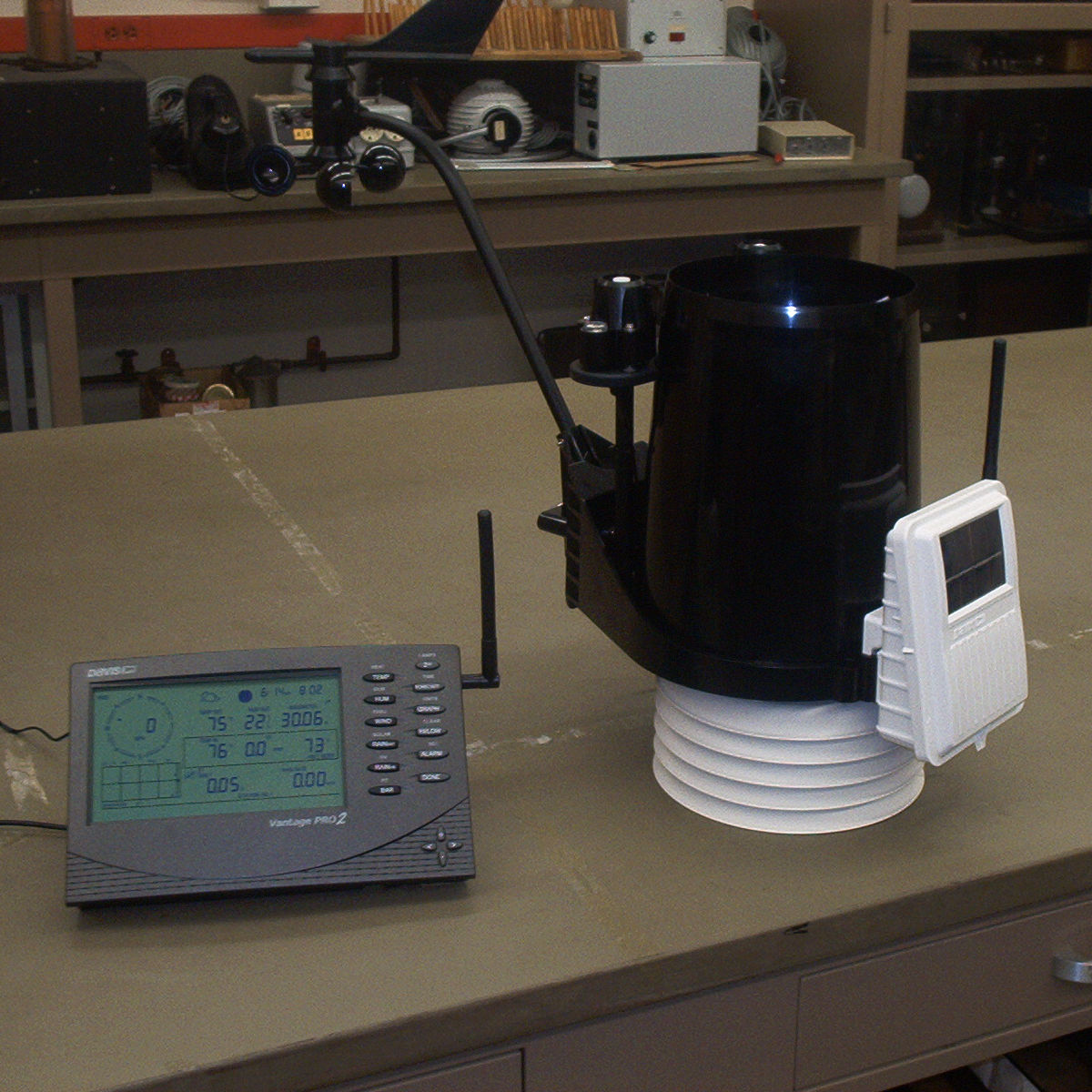
自動気象観測装置

気象要素ごとに、それを観測する機器や方法などを解説する。
- 降水量 - 雨量計を用いて、容器に貯まった雨の量を測りとる。雨による災害を監視・防止する観点から、気象機関だけではなく治水や道路、鉄道、林業などの機関が雨量計を設置している。また、気象レーダーによる観測値は高い分解能（解像度）が得られる半面、誤差が大きいため雨量計の値を用いて校正を行う必要がある。特殊なものとして、雨粒の大きさの測定や雨雪の判別を行う雨滴計、降水の有無を判別する感雨計がある。
- 積雪量 - ものさし（雪尺）や機械式の積雪計を用いて、積雪の深さを測る。
- 気温 - ガラス管やセンサの温度計を用いて測定する。気温の測定は、太陽光の放射とそれを受けた周囲の輻射の影響、通風や換気の影響を敏感に受ける。ある地域を代表する気温を測定しようとする場合には、その測定がその地域を十分に代表したものかどうかに十分に注意を払う必要がある。そのため、気温の測定法にはこれまでにいくつかの変遷があった。
- 風 - 精度を要求する場合、風向計や風速計、一体型の風向風速計を用いて風向と風速を測る。また、ドップラー・レーダーやドップラー・ライダー、ドップラー・ソーダーのように、電波・光・音波の反射を利用した観測方法もある。高い精度を要求しない場合は羽根や風車、吹流し、煙のたなびき具合などから人為的に推定することができる。
- 湿度 - 一般的な相対湿度の観測においては、センサや物体の伸縮を利用した湿度計のほか、乾球温度と湿球温度を乾湿計で測定して算出する方法などがある。露点温度を測る露点計もある。
- 蒸発量 - 水を張った容器に受け皿をかぶせて測定する蒸発計が用いられる（パン蒸発方式(英語)）。
- 気圧 - 真空を利用した構造やセンサの気圧計で測定する。
- 日射量 - センサの日射計で測定する。直射日光だけを測定する直達日射計と、空全体からの日光を測定する全天日射計がある。
- 日照時間 - 直達日射計と同じ構造を持つセンサの日照計で直達日射120W/m2以上の時間を測定する。
- 視程 - 予め距離が分かっている目標物を見て推定する目視のほか、レーザーの散乱・反射を利用した視程計（透過率計）がある。
- 雲 - 雲量、雲形、雲底高度、雲の進行方向、雲の変化などの要素があるが、目視による部分が大きい。雲高計、雲量計、測雲器を用いることもある。また、雲の赤外線吸収特性を利用した気象衛星による観測は広大な範囲を観測でき、水蒸気やエアロゾルなど他の大気成分の観測を行うものもある。
- 天気 - 目視による部分が大きい。レーザーを利用して降水強度測定、雨雪判別、視程測定などを行い総合的に天気を判別する現在天気計を用いることもある。

以下は気象観測の一環として行う場合もあるが、海洋観測の部類に入る。
- 海水温 - ガラス管やセンサの温度計を用いて測定する。
- 海面（潮位・波浪） - フロート、水圧センサ、音波測距を利用した験潮儀や波浪計などで測定する。

## 日本の地上気象観測地点一覧
日本において地上気象観測を行っている気象台・測候所・観測所の一覧。

### 札幌管区気象台管内
- 北海道
  - 稚内（稚内地方気象台）
  - 北見枝幸（北見枝幸特別地域気象観測所）
  - 旭川（旭川地方気象台）
  - 羽幌（羽幌特別地域気象観測所）
  - 留萌（留萌特別地域気象観測所）
  - 札幌（札幌管区気象台）
  - 岩見沢（岩見沢特別地域気象観測所）
  - 小樽（小樽特別地域気象観測所）
  - 倶知安（倶知安特別地域気象観測所）
  - 寿都（寿都特別地域気象観測所）
  - 雄武（雄武特別地域気象観測所）
  - 紋別（紋別特別地域気象観測所）
  - 網走（網走地方気象台）
  - 根室（根室特別地域気象観測所）
  - 釧路（釧路地方気象台）
  - 帯広（帯広測候所）
  - 苫小牧（苫小牧特別地域気象観測所）
  - 室蘭（室蘭地方気象台）
  - 浦河（浦河特別地域気象観測所）
  - 函館（函館地方気象台）
  - 江差（江差特別地域気象観測所）

### 仙台管区気象台管内
- 青森県
  - むつ（むつ特別地域気象観測所）
  - 青森（青森地方気象台）
  - 深浦（深浦特別地域気象観測所）
  - 八戸（八戸特別地域気象観測所）
- 秋田県
  - 秋田（秋田地方気象台）
- 岩手県
  - 盛岡（盛岡地方気象台）
  - 宮古（宮古特別地域気象観測所）
  - 大船渡（大船渡特別地域気象観測所）
- 宮城県
  - 石巻（石巻特別地域気象観測所）
  - 仙台（仙台管区気象台）
- 山形県
  - 酒田（酒田特別地域気象観測所）
  - 新庄（新庄特別地域気象観測所）
  - 山形（山形地方気象台）
- 福島県
  - 福島（福島地方気象台）
  - 若松（若松特別地域気象観測所）
  - 白河（白河特別地域気象観測所）
  - 小名浜（小名浜特別地域気象観測所）

### 東京管区気象台管内
- 茨城県
  - 水戸（水戸地方気象台）
  - つくば（高層気象台）
- 栃木県
  - 日光（日光特別地域気象観測所）
  - 宇都宮（宇都宮地方気象台）
- 群馬県
  - 前橋（前橋地方気象台）
- 埼玉県
  - 熊谷（熊谷地方気象台）
  - 秩父（秩父特別地域気象観測所）
- 東京都
  - 東京（東京管区気象台）
  - 大島（大島特別地域気象観測所）
  - 三宅島（三宅島特別地域気象観測所）
  - 八丈島（八丈島特別地域気象観測所）
  - 父島（父島気象観測所）
  - 南鳥島（南鳥島気象観測所）
- 千葉県
  - 銚子（銚子地方気象台）
  - 千葉（千葉特別地域気象観測所）
  - 勝浦（勝浦特別地域気象観測所）
  - 館山（館山特別地域気象観測所）
- 神奈川県
  - 横浜（横浜地方気象台）
- 長野県
  - 長野（長野地方気象台）
  - 軽井沢（軽井沢特別地域気象観測所）
  - 松本（松本特別地域気象観測所）
  - 諏訪（諏訪特別地域気象観測所）
  - 飯田（飯田特別地域気象観測所）
- 山梨県
  - 甲府（甲府地方気象台）
  - 河口湖（河口湖特別地域気象観測所）
- 静岡県
  - 富士山（富士山特別地域気象観測所）
  - 三島（三島特別地域気象観測所）
  - 網代（網代特別地域気象観測所）
  - 静岡（静岡地方気象台）
  - 浜松（浜松特別地域気象観測所）
  - 御前崎（御前崎特別地域気象観測所）
  - 石廊崎（石廊崎特別地域気象観測所）
- 愛知県
  - 名古屋（名古屋地方気象台）
  - 伊良湖（伊良湖特別地域気象観測所）
- 岐阜県
  - 高山（高山特別地域気象観測所）
  - 岐阜（岐阜地方気象台）
- 三重県
  - 四日市（四日市特別地域気象観測所）
  - 上野（上野特別地域気象観測所）
  - 津（津地方気象台）
  - 尾鷲（尾鷲特別地域気象観測所）
- 新潟県
  - 相川（相川特別地域気象観測所）
  - 新潟（新潟地方気象台）
  - 高田（高田特別地域気象観測所）
- 富山県
  - 伏木（伏木特別地域気象観測所）
  - 富山（富山地方気象台）
- 石川県
  - 輪島（輪島特別地域気象観測所）
  - 金沢（金沢地方気象台）
- 福井県
  - 福井（福井地方気象台）
  - 敦賀（敦賀特別地域気象観測所）

### 大阪管区気象台管内
- 滋賀県
  - 彦根（彦根地方気象台）
- 京都府
  - 舞鶴（舞鶴特別地域気象観測所）
  - 京都（京都地方気象台）
- 大阪府
  - 大阪（大阪管区気象台）
- 兵庫県
  - 豊岡（豊岡特別地域気象観測所）
  - 姫路（姫路特別地域気象観測所）
  - 神戸（神戸地方気象台）
  - 洲本（洲本特別地域気象観測所）
- 奈良県
  - 奈良（奈良地方気象台）
- 和歌山県
  - 和歌山（和歌山地方気象台）
  - 潮岬（潮岬特別地域気象観測所）
- 岡山県
  - 津山（津山特別地域気象観測所）
  - 岡山（岡山地方気象台）
- 広島県
  - 福山（福山特別地域気象観測所）
  - 広島（広島地方気象台）
  - 呉（呉特別地域気象観測所）
- 島根県
  - 西郷（西郷特別地域気象観測所）
  - 松江（松江地方気象台）
  - 浜田（浜田特別地域気象観測所）
- 鳥取県
  - 境（境特別地域気象観測所）
  - 米子（米子特別地域気象観測所）
  - 鳥取（鳥取地方気象台）
- 徳島県
  - 徳島（徳島地方気象台）
- 香川県
  - 高松（高松地方気象台）
- 愛媛県
  - 松山（松山地方気象台）
  - 宇和島（宇和島特別地域気象観測所）
- 高知県
  - 高知（高知地方気象台）
  - 室戸岬（室戸岬特別地域気象観測所）
  - 宿毛（宿毛特別地域気象観測所）
  - 清水（清水特別地域気象観測所）

### 福岡管区気象台管内
- 山口県
  - 萩（萩特別地域気象観測所）
  - 山口（山口特別地域気象観測所）
  - 下関（下関地方気象台）
- 福岡県
  - 飯塚（飯塚特別地域気象観測所）
  - 福岡（福岡管区気象台）
- 大分県
  - 日田（日田特別地域気象観測所）
  - 大分（大分地方気象台）
- 長崎県
  - 厳原（厳原特別地域気象観測所）
  - 平戸（平戸特別地域気象観測所）
  - 佐世保（佐世保特別地域気象観測所）
  - 長崎（長崎地方気象台）
  - 雲仙岳（雲仙岳特別地域気象観測所）
  - 福江（福江特別地域気象観測所）
- 佐賀県
  - 佐賀（佐賀地方気象台）
- 熊本県
  - 熊本（熊本地方気象台）
  - 人吉（人吉特別地域気象観測所）
  - 牛深（牛深特別地域気象観測所）
- 宮崎県
  - 延岡（延岡特別地域気象観測所）
  - 宮崎（宮崎地方気象台）
  - 都城（都城特別地域気象観測所）
  - 油津（油津特別地域気象観測所）
- 鹿児島県
  - 阿久根（阿久根特別地域気象観測所）
  - 鹿児島（鹿児島地方気象台）
  - 枕崎（枕崎特別地域気象観測所）
  - 種子島（種子島特別地域気象観測所）
  - 屋久島（屋久島特別地域気象観測所）
  - 名瀬（名瀬測候所）
  - 沖永良部（沖永良部特別地域気象観測所）

### 沖縄気象台管内
- 沖縄県
  - 名護（名護特別地域気象観測所）
  - 久米島（久米島特別地域気象観測所）
  - 那覇（沖縄気象台）
  - 南大東（南大東島地方気象台）
  - 宮古島（宮古島地方気象台）
  - 与那国島（与那国島特別地域気象観測所）
  - 西表島（西表島特別地域気象観測所）
  - 石垣島（石垣島地方気象台）